# Allgemeiner Sportverein Dachau 2023-2024
Questa voce raccoglie le informazioni riguardanti l''Allgemeiner Sportverein Dachau nelle competizioni ufficiali della stagione 2023-2024.

## Stagione
L'Allgemeiner Sportverein Dachau partecipa alla stagione 2023-24 senza alcuna denominazione sponsorizzata.
Partecipa alla 1. Bundesliga classificandosi al nono posto. In Coppa di Germania viene eliminato agli ottavi di finale dal Bitterfeld-Wolfen e ottiene un decimo posto in Coppa di Lega.

## Organigramma societario
Area direttiva
- Presidente: Denis Werner

Area tecnica
- Allenatore: Patrick Steuerwald
- Allenatore in seconda: Martín Carinelli, Florian Engstle, Raiko Worf
- Scoutman: Florian Zach

Area sanitaria
- Medico: Stephan Herf, Sławomir Surdel
- Fisioterapista: Michaela Kopf, Kathrin Mägdefrau

## Rosa
| N° | Nome               | Ruolo | Data di nascita   | Nazionalità sportiva |
| -- | ------------------ | ----- | ----------------- | -------------------- |
| 1  | Iven Ferch         | C     | 18 settembre 1997 | Germania             |
| 2  | Daniel Kirchner    | S     | 24 maggio 2000    | Germania             |
| 3  | Moritz Gärtner     | P     | 6 febbraio 2001   | Germania             |
| 4  | Marvin Primus      | L     | 23 ottobre 2003   | Germania             |
| 5  | Simon Gallas       | O     | 1º ottobre 2001   | Germania             |
| 6  | Moritz Teichmann   | C     | 26 maggio 2000    | Germania             |
| 7  | Fabian Bergmoser   | S     | 15 agosto 2000    | Germania             |
| 8  | Leon Wagner        | L     | 15 aprile 2005    | Germania             |
| 9  | Patrick Rupprecht  | S     | 28 maggio 2003    | Germania             |
| 10 | Luca Russelmann    | P     | 11 marzo 2000     | Germania             |
| 11 | Samuel Sadorf      | S     | 29 novembre 2000  | Germania             |
| 12 | Tobias Besenböck   | O     | 2 aprile 2002     | Germania             |
| 13 | Patrick Steuerwald | P     | 3 marzo 1986      | Germania             |
| 14 | Fritz Vähning      | S     | 13 gennaio 2005   | Germania             |
| 15 | Fabian Suck        | C     | 11 marzo 2002     | Germania             |

## Mercato
| Acquisti                               | Acquisti       | Acquisti            | Acquisti   |
| R.                                     | Nome           | da                  | Modalità   |
| -------------------------------------- | -------------- | ------------------- | ---------- |
| C                                      | Iven Ferch     | Herrsching          | definitivo |
| O                                      | Simon Gallas   | Southern California | definitivo |
| P                                      | Moritz Gärtner | Schwaig             | definitivo |
| L                                      | Leon Wagner    | Olympia München     | definitivo |
| Trasferimenti nel corso della stagione |                |                     |            |
| S                                      | Fritz Vähning  | Herrsching          | definitivo |

| Cessioni | Cessioni        | Cessioni                | Cessioni   |
| R.       | Nome            | a                       | Modalità   |
| -------- | --------------- | ----------------------- | ---------- |
| P        | Tim Aust        | Schwaig                 | definitivo |
| O        | Vincent Graven  | -                       | ritirato   |
| P        | Niklas Trogisch | Template:Volley Grafing | definitivo |

- Samuel Weller, L, è passato alla seconda squadra.

## Risultati

### 1. Bundesliga

#### Girone di andata
| 1ª giornata - 28 ottobre 2023 Georg-Scherer-Halle, Dachau        | Dachau          | 2 - 3 | Bitterfeld-Wolfen | 25-16, 25-23, 18-25, 19-25, 12-15 |
| 2ª giornata - 1º novembre 2023 Geothermie Arena, Unterhaching    | Unterhaching    | 0 - 3 | Dachau            | 20-25, 14-25, 21-25               |
| 3ª giornata - 9 novembre 2023 Arena Kreis, Düren                 | Dürener         | 3 - 0 | Dachau            | 25-18, 25-15, 25-17               |
| 4ª giornata - 11 novembre 2023 Georg-Scherer-Halle, Dachau       | Dachau          | 0 - 3 | Freiburger        | 25-27, 21-25, 18-25               |
| 5ª giornata - 16 novembre 2023 Lina-Radke-Halle, Karlsruhe       | Karlsruhe       | 1 - 3 | Dachau            | 24-26, 25-15, 22-25, 20-25        |
| 6ª giornata - 25 novembre 2023 Georg-Scherer-Halle, Dachau       | Dachau          | 0 - 3 | Lüneburg          | 19-25, 13-25, 11-25               |
| 7ª giornata - 2 dicembre 2023 Max-Schmeling-Halle, Berlino       | Charlottenburg  | 3 - 0 | Dachau            | 25-19, 25-16, 25-22               |
| 8ª giornata - 9 dicembre 2023 Georg-Scherer-Halle, Dachau        | Dachau          | 0 - 3 | Giesen            | 15-25, 20-25, 23-25               |
| 9ª giornata - 16 dicembre 2023 Landkost-Arena, Bestensee         | Netzhoppers     | 3 - 1 | Dachau            | 22-25, 25-19, 28-26, 25-13        |
| 10ª giornata - 23 dicembre 2023 Georg-Scherer-Halle, Dachau      | Dachau          | 1 - 3 | Herrsching        | 25-19, 21-25, 16-25, 22-25        |
| 11ª giornata - 29 dicembre 2023 Spacetech Arena, Friedrichshafen | Friedrichshafen | 3 - 0 | Dachau            | 25-22, 25-20, 29-27               |

#### Girone di ritorno
| 12ª giornata - 2 gennaio 2024 Bernsteinhalle Friedersdorf, Muldestausee | Bitterfeld-Wolfen | 3 - 0 | Dachau          | 25-22, 25-20, 25-21               |
| 13ª giornata - 7 gennaio 2024 Georg-Scherer-Halle, Dachau               | Dachau            | 3 - 0 | Unterhaching    | 25-20, 25-20, 25-17               |
| 14ª giornata - 13 gennaio 2024 Georg-Scherer-Halle, Dachau              | Dachau            | 0 - 3 | Dürener         | 14-25, 7-25, 24-26                |
| 15ª giornata - 19 gennaio 2024 Act-Now-Halle, Friburgo in Brisgovia     | Freiburger        | 0 - 3 | Dachau          | 18-25, 23-25, 22-25               |
| 16ª giornata - 27 gennaio 2024 Georg-Scherer-Halle, Dachau              | Dachau            | 1 - 3 | Karlsruhe       | 25-22, 17-25, 15-25, 14-25        |
| 17ª giornata - 3 febbraio 2024 LKH Arena, Luneburgo                     | Lüneburg          | 3 - 0 | Dachau          | 25-12, 25-19, 25-15               |
| 18ª giornata - 10 febbraio 2024 BallhausForum, Dachau                   | Dachau            | 3 - 2 | Charlottenburg  | 21-25, 25-21, 14-25, 25-22, 15-13 |
| 19ª giornata - 15 febbraio 2024 Volksbank-Arena, Giesen                 | Giesen            | 3 - 0 | Dachau          | 25-11, 25-17, 25-20               |
| 20ª giornata - 17 febbraio 2024 Georg-Scherer-Halle, Dachau             | Dachau            | 2 - 3 | Netzhoppers     | 25-13, 18-25, 17-25, 26-24, 15-17 |
| 21ª giornata - 23 febbraio 2024 Audi Dome, Herrsching am Ammersee       | Herrsching        | 3 - 2 | Dachau          | 24-26, 23-25, 27-25, 25-15, 15-10 |
| 22ª giornata - 9 marzo 2024 Georg-Scherer-Halle, Dachau                 | Dachau            | 1 - 3 | Friedrichshafen | 25-18, 18-25, 16-25, 12-25        |

### Coppa di Germania
| Ottavi di finale - 4 novembre 2023 Sporthalle der FOS-BOS, Unterschleißheim | Dachau | 1 - 3 | Bitterfeld-Wolfen | 15-25, 25-18, 24-26, 22-25 |

### Coppa di Lega
| Ottavi di finale - 20 ottobre 2023 Volksbank-Arena, Hildesheim      | Giesen     | 2 - 0 | Dachau       | 25-8, 25-19                       |
| Semifinali - 21 ottobre 2023 Volksbank-Arena, Hildesheim            | Dachau     | 3 - 2 | Unterhaching | 25-18, 21-25, 25-16, 23-25, 15-11 |
| Finale 9º posto - 22 ottobre 2023 Sport- und Mehrzweckhalle, Giesen | Herrsching | 2 - 0 | Dachau       | 25-20, 34-32                      |

## Statistiche

### Statistiche di squadra
| Competizione      | Punti | In casa | In casa | In casa | In trasferta | In trasferta | In trasferta | Totale | Totale | Totale |
| Competizione      | Punti | G       | V       | P       | G            | V            | P            | G      | V      | P      |
| ----------------- | ----- | ------- | ------- | ------- | ------------ | ------------ | ------------ | ------ | ------ | ------ |
| 1. Bundesliga     | 17    | 11      | 2       | 9       | 11           | 3            | 8            | 22     | 5      | 17     |
| Coppa di Germania | -     | 1       | 0       | 1       | 0            | 0            | 0            | 1      | 0      | 1      |
| Coppa di Lega     | -     | -       | -       | -       | -            | -            | -            | 3      | 1      | 2      |
| Totale            | -     | 12      | 2       | 10      | 11           | 3            | 8            | 26     | 6      | 20     |

G = partite giocate; V = partite vinte; P = partite perse

### Statistiche dei giocatori
| Giocatore     | 1. Bundesliga | 1. Bundesliga | 1. Bundesliga | 1. Bundesliga | 1. Bundesliga | Coppa di Germania | Coppa di Germania | Coppa di Germania | Coppa di Germania | Coppa di Germania | Coppa di Lega | Coppa di Lega | Coppa di Lega | Coppa di Lega | Coppa di Lega | Totale | Totale | Totale | Totale | Totale |
| Giocatore     | P             | PT            | AV            | MV            | BV            | P                 | PT                | AV                | MV                | BV                | P             | PT            | AV            | MV            | BV            | P      | PT     | AV     | MV     | BV     |
| ------------- | ------------- | ------------- | ------------- | ------------- | ------------- | ----------------- | ----------------- | ----------------- | ----------------- | ----------------- | ------------- | ------------- | ------------- | ------------- | ------------- | ------ | ------ | ------ | ------ | ------ |
| F. Bergmoser  | 15            | 70            | 61            | 1             | 8             | 1                 | 7                 | 7                 | 0                 | 0                 | 2             | 10            | 9             | 0             | 1             | 18     | 87     | 77     | 1      | 9      |
| T. Besenböck  | 18            | 118           | 103           | 8             | 7             | 1                 | 12                | 11                | 1                 | 0                 | 2             | 8             | 7             | 1             | 0             | 21     | 138    | 121    | 10     | 7      |
| I. Ferch      | 20            | 112           | 63            | 32            | 17            | 1                 | 1                 | 0                 | 1                 | 0                 | 2             | 18            | 12            | 5             | 1             | 23     | 131    | 75     | 38     | 18     |
| S. Gallas     | 21            | 242           | 204           | 25            | 13            | 1                 | 4                 | 4                 | 0                 | 0                 | 2             | 22            | 17            | 4             | 1             | 24     | 268    | 225    | 29     | 14     |
| M. Gärtner    | 18            | 17            | 5             | 0             | 12            | 1                 | 0                 | 0                 | 0                 | 0                 | 1             | 2             | 1             | 0             | 1             | 20     | 19     | 6      | 0      | 13     |
| D. Kirchner   | 19            | 125           | 105           | 12            | 8             | 1                 | 15                | 10                | 3                 | 2                 | 2             | 22            | 20            | 1             | 1             | 22     | 162    | 135    | 16     | 11     |
| M. Primus     | 19            | 0             | 0             | 0             | 0             | 1                 | 0                 | 0                 | 0                 | 0                 | 2             | 0             | 0             | 0             | 0             | 22     | 0      | 0      | 0      | 0      |
| P. Rupprecht  | 21            | 179           | 143           | 15            | 21            | 1                 | 4                 | 2                 | 1                 | 1                 | 2             | 19            | 16            | 3             | 0             | 24     | 202    | 161    | 19     | 22     |
| L. Russelmann | 16            | 16            | 8             | 3             | 5             | 1                 | 3                 | 0                 | 2                 | 1                 | 2             | 4             | 0             | 1             | 3             | 19     | 23     | 8      | 6      | 9      |
| S. Sadorf     | 0             | 0             | 0             | 0             | 0             | 1                 | 0                 | 0                 | 0                 | 0                 | 1             | 0             | 0             | 0             | 0             | 2      | 0      | 0      | 0      | 0      |
| P. Steuerwald | 1             | 0             | 0             | 0             | 0             | -                 | -                 | -                 | -                 | -                 | -             | -             | -             | -             | -             | 1      | 0      | 0      | 0      | 0      |
| F. Suck       | 22            | 98            | 54            | 28            | 16            | 1                 | 2                 | 2                 | 0                 | 0                 | 2             | 16            | 13            | 3             | 0             | 25     | 116    | 69     | 31     | 16     |
| M. Teichmann  | 19            | 8             | 5             | 1             | 2             | 1                 | 11                | 4                 | 4                 | 3                 | 0             | 0             | 0             | 0             | 0             | 20     | 19     | 9      | 5      | 5      |
| F. Vähning    | 9             | 27            | 27            | 0             | 0             | -                 | -                 | -                 | -                 | -                 | -             | -             | -             | -             | -             | 9      | 27     | 27     | 0      | 0      |
| L. Wagner     | 4             | 0             | 0             | 0             | 0             | -                 | -                 | -                 | -                 | -                 | -             | -             | -             | -             | -             | 4      | 0      | 0      | 0      | 0      |

P = presenze; PT = punti totali; AV = attacchi vincenti; MV = muri vincenti; BV = battute vincenti